# Замолодчиков, Борис Иванович

Слева направо: Б. Понтекорво, Б. И. Замолодчиков, Ф. Жолио-Кюри, Б. М. Головин, В. П. Джелепов.

Борис Иванович Замолодчиков (18 июля 1921, Московская губерния — 9 января 1976) — доктор технических наук, лауреат Сталинской премии.

## Биография
Родился 18.07.1921 г. в деревне Вяземское Можайского уезда Московской губернии.
Участник Великой Отечественной войны.
Окончил Московский энергетический институт (1948).
В 1948—1956 годах работал в Гидротехнической лаборатории, в Лаборатории синхроциклотрона  Института ядерных проблем АН СССР.
В 1956—1976 годах главный инженер, старший научный сотрудник, начальник сектора в Лаборатории ядерных проблем ОИЯИ. В 1958–1962 годах под его руководством на синхроциклотроне ЛЯП были проведены работы, в результате которых в 10 раз повысилась интенсивность ускоренного внутреннего пучка протонов. 
Доктор технических наук (1972, тема диссертации «Циклотрон и фазотрон с вариацией магнитного поля на энергию до 1 ГэВ»).
Автор исследований в области физики и техники ускорителей, участник создания синхроциклотрона, разработки фазотрона ОИЯИ с пространственной вариацией магнитного поля.
Умер 9 января 1976 года. Похоронен на Большеволжском кладбище г. Дубна.
Сталинская премия 1951 года — за участие в строительстве, монтаже, пуске и освоении мощный синхроциклотрона.
Награждён орденом Трудового Красного Знамени, медалями.

## Семья
- Жена — Алла Васильевна Замолодчикова, учитель английского языка в средней школе.
  - Сыновья — физики Александр Замолодчиков и Алексей Замолодчиков.